# Корпоративні тварини
«Корпоративні тварини» (англ. Corporate Animals) — американський комедійний фільм жахів 2019 року режисера Патріка Брайса, знятий за сценарієм Сема Бейна. У ньому знімались Джессіка Вільямс, Каран Соні, Ісая Вітлок-молодший, Марта Келлі, Ден Баккедал, Калум Ворті, Дженніфер Кім, Насім Педрад, Ед Гелмс і Демі Мур.
Світова прем'єра фільму відбулась на кінофестивалі «Санданс» 29 січня 2019 року, широкий прокат розпочнеться 20 вересня 2019 року за сприянням Screen Media Films.

## Сюжет
Люсі (Мур) — самозакоханий генеральний директор їстівного столового приладдя. Вона влаштовує для своїх співробітників корпоративний захід: вихідні у печері в Нью-Мексико. Під час екскурсії у печері, відбувається надзвичайна ситуація, у якій їхній гід не зміг зарадити. Опинившись під землею, незадоволена група повинна зібратися, щоб вижити серед сексуального напруження, дивовижних ділових викриттів та випадкового канібалізму.

## У ролях
| Актор                | Роль           |
| -------------------- | -------------- |
| Демі Мур             | Люсі Вандертон |
| Ед Гелмс             | Брендон        |
| Джессіка Вільямс     | Джесс          |
| Каран Соні           | Фредді         |
| Ісая Вітлок-молодший | Дерек          |
| Калум Ворті          | Айдан          |
| Ден Баккедал         | Біллі          |
| Марта Келлі          | Глорія         |
| Насім Педрад         | Сюзі           |
| Дженніфер Кім        | Мей            |
| Венді Мередіт        | Вікторія       |
| Кортні Каннінгем     | Олівія         |
| Френк Бонд           | Ян             |
| Брітні Спірс         | камео          |

## Виробництво
У травні 2018 року було оголошено про участь Шерон Стоун, Еда Гелмса, Джессіки Вільямс у фільмі режисера Патріка Брайса за сценарієм Сема Бейна. Кіт Колдер, Джессіка Колдер, Майк Фалбо та Гелмс стали продюсерами від компаній Snoot Entertainment та Pacific Electric відповідно. У червні 2018 року Демі Мур замінила Стоун, крім того ролі отримали Каран Соні, Ісая Вітлок-молодшим, Калум Ворті, Ден Баккедал, Марта Келлі, Дженніфер Кім та Насім Педрад.
Основні зйомки розпочалися в червні 2018 року в Санта-Фе, Нью-Мексико.

## Випуск
Світова прем'єра відбулась на кінофестивалі «Санданс» 29 січня 2019 року. Невдовзі Screen Media Films придбали права на розповсюдження фільму. Його планують випустити 20 вересня 2019 року, в Україні — 3 жовтня 2019.